# Saleh Deby Itno
Saleh Deby Itno (Alias: Salaye; gestorben 24. Dezember 2024 in Kairo (Ägypten)) war ein tschadischer Militär.

## Leben

### Jugend und Ausbildung
Saleh Deby Itno war Sohn eines muslimischen Hirten aus dem Bideyat-Clan, der zur ethnischen Gruppe der Zaghawa gehört. Er war der jüngere Bruder von Marschall Idriss Déby, dem ehemaligen Präsidenten des Tschad und damit auch der Onkel von Mahamat Idriss Déby Itno.

### Karriere
Saleh Deby Itno hat seine Karriere im Umfeld seines Bruders Idriss Déby aufgebaut. Er war Zoll-Direktor, wurde am 23. Oktober 2015 jedoch entlassen, weil er die Zolleinnahmen nicht an die Staatskasse gezahlt hatte.
Er wird der Beteiligung an einem Putschversuch im Jahr 2013 verdächtigt. Er 2013 und erneut 2015 verhaftet 2020 wurde er erneut beschuldigt. Er musste sich vor der Menschenrechtskommission im Tschad verantworten. Im selben Jahr wurde er auch wegen Mordes angeklagt.
Er war Mitglied des Zivilkabinetts (cabinet civil) des Präsidenten Im Januar 2023 wurde er aus der nationalen Polizei entlassen.
Im Vorfeld der Präsidentschaftswahlen 2024 trat er der Sozialistischen Partei ohne Grenzen (PSF) von Yaya Dillo Djérou bei.
Ende Februar 2024 nach Ereignissen, die zum Tod seines Gegners Yaya Dillo führten, wurde er verhaftet. Am 1. März 2024 wurde er dann per Dekret aus der nationalen Polizei entlassen.
Im Juli 2024 wurde er von der Justiz für nicht schuldig befunden und freigesprochen. Nach dem Prozess ging er ins Exil nach Ägypten und Marokko, wo er ansässig war.

## Tod
Saleh Deby Itno starb am 24. Dezember 2024 in Kairo. nach kurzer Krankheit, während er sich auf einer medizinischen Reise nach Frankreich befand. Er wurde am 25. Dezember in Amdjarass im Tschad beigesetzt.
Noch am Tag seines Todes behauptete die Sozialistische Partei ohne Grenzen, sein Tod sei Mord gewesen.